# سانت بريوك

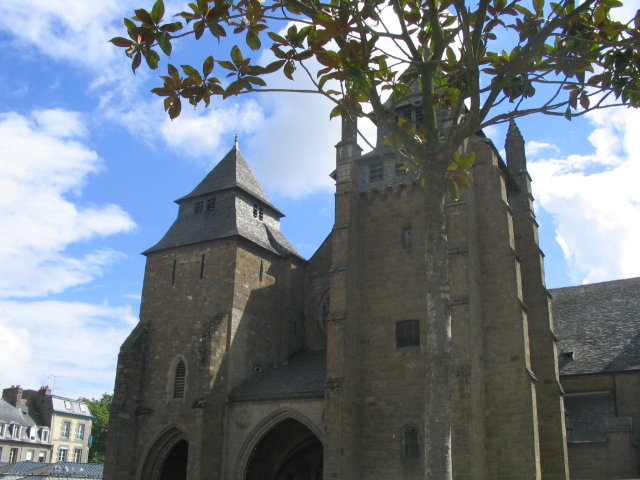
كاتدرائية سانت بريوك

سانت بريوك (Saint-Brieuc) هي بلدية فرنسية تقع في إقليم كوت درمور شمال غرب فرنسا .

## المناخ
يظهر الجدول التالي التغييرات المناخية على مدار السنة لسانت بريوك:
| البيانات المناخية لـسانت بريوك    | البيانات المناخية لـسانت بريوك | البيانات المناخية لـسانت بريوك | البيانات المناخية لـسانت بريوك | البيانات المناخية لـسانت بريوك | البيانات المناخية لـسانت بريوك | البيانات المناخية لـسانت بريوك | البيانات المناخية لـسانت بريوك | البيانات المناخية لـسانت بريوك | البيانات المناخية لـسانت بريوك | البيانات المناخية لـسانت بريوك | البيانات المناخية لـسانت بريوك | البيانات المناخية لـسانت بريوك | البيانات المناخية لـسانت بريوك |
| الشهر                             | يناير                          | فبراير                         | مارس                           | أبريل                          | مايو                           | يونيو                          | يوليو                          | أغسطس                          | سبتمبر                         | أكتوبر                         | نوفمبر                         | ديسمبر                         | المعدل السنوي                  |
| --------------------------------- | ------------------------------ | ------------------------------ | ------------------------------ | ------------------------------ | ------------------------------ | ------------------------------ | ------------------------------ | ------------------------------ | ------------------------------ | ------------------------------ | ------------------------------ | ------------------------------ | ------------------------------ |
| الدرجة القصوى °م (°ف)             | 15.4 (59.7)                    | 19.6 (67.3)                    | 22.2 (72.0)                    | 25.2 (77.4)                    | 28.9 (84.0)                    | 33.6 (92.5)                    | 32.2 (90.0)                    | 38.1 (100.6)                   | 29.6 (85.3)                    | 29.5 (85.1)                    | 20.7 (69.3)                    | 16.8 (62.2)                    | 38.1 (100.6)                   |
| متوسط درجة الحرارة الكبرى °م (°ف) | 8.4 (47.1)                     | 8.7 (47.7)                     | 11.1 (52.0)                    | 12.8 (55.0)                    | 15.9 (60.6)                    | 18.9 (66.0)                    | 21.1 (70.0)                    | 21.3 (70.3)                    | 19.1 (66.4)                    | 15.5 (59.9)                    | 11.6 (52.9)                    | 9.0 (48.2)                     | 14.5 (58.1)                    |
| متوسط درجة الحرارة الصغرى °م (°ف) | 3.4 (38.1)                     | 3.0 (37.4)                     | 4.3 (39.7)                     | 5.3 (41.5)                     | 8.2 (46.8)                     | 10.7 (51.3)                    | 12.7 (54.9)                    | 12.7 (54.9)                    | 11.1 (52.0)                    | 8.9 (48.0)                     | 5.8 (42.4)                     | 3.7 (38.7)                     | 7.5 (45.5)                     |
| أدنى درجة حرارة °م (°ف)           | −11.3 (11.7)                   | −9.4 (15.1)                    | −3.9 (25.0)                    | −1.8 (28.8)                    | 1.1 (34.0)                     | 3.6 (38.5)                     | 7.1 (44.8)                     | 6.6 (43.9)                     | 4.5 (40.1)                     | −3.9 (25.0)                    | −4.8 (23.4)                    | −7.2 (19.0)                    | −11.3 (11.7)                   |
| الهطول مم (إنش)                   | 79.4 (3.13)                    | 68.0 (2.68)                    | 56.6 (2.23)                    | 63.8 (2.51)                    | 64.5 (2.54)                    | 45.2 (1.78)                    | 44.8 (1.76)                    | 40.8 (1.61)                    | 58.1 (2.29)                    | 82.1 (3.23)                    | 83.7 (3.30)                    | 89.2 (3.51)                    | 776.2 (30.56)                  |
| متوسط أيام هطول الأمطار           | 12.8                           | 11.3                           | 11.6                           | 11.8                           | 9.4                            | 7.5                            | 8.0                            | 8.1                            | 8.7                            | 12.9                           | 14.0                           | 14.2                           | 130.3                          |
| ساعات سطوع الشمس الشهرية          | 64.8                           | 76.8                           | 118.1                          | 152.4                          | 179.5                          | 198.7                          | 186.3                          | 178.1                          | 160.9                          | 107.0                          | 77.5                           | 64.5                           | 1٬564٫6                        |
| المصدر: Météo France              |                                |                                |                                |                                |                                |                                |                                |                                |                                |                                |                                |                                |                                |

## توأمة
لسانت بريوك اتفاقيات توأمة مع كل من:
- آبريستويث
- ليمبي
- أغيا باراسكيفي
- آلسدورف
- غورازده

## أعلام
- جوليان فيريت
- جولي برست
- كيفن ثيوفايل كاثيرين
- أوغست دو فيليي دو ليل-أدام
- سيباستيان هينو
- ادمون بوشامب
- غيلبرت دوراند
- أنطوان كيسار
- لويس جييو
- فرنسيس رينو